# 30936 Basra
30936 Basra è un asteroide della fascia principale. Scoperto nel 1994, presenta un'orbita caratterizzata da un semiasse maggiore pari a 2,6794140 UA e da un'eccentricità di 0,1247463, inclinata di 12,79370° rispetto all'eclittica.